# Kuk (site agricole)
Pour les articles homonymes, voir Kuk.
Le site agricole de Kuk ou marécage de Kuk est un site archéologique en Papouasie-Nouvelle-Guinée. Il comprend 116 hectares de marécages situés à 1500 mètres d'altitude, dans le sud de l’île de Nouvelle-Guinée. L'agriculture y est pratiquée depuis sept à dix mille ans,.
Le 7 juillet 2008, le site est inscrit au patrimoine mondial de l'UNESCO, Kuk étant, selon l'UNESCO, « l’un des rares endroits au monde où des vestiges archéologiques montrent un développement indépendant de l’agriculture sur sept à dix millénaires ».